# Alexander Isaak Cemach
Alexander Isaak Cemach (* 25. Mai 1882 in Raseiniai; † 7. März 1958 in London) war ein russisch-österreichisch-britischer Mediziner und Hochschullehrer, der sich auf Hals-Nasen-Ohren-Heilkunde spezialisiert hatte. Er galt als Experte insbesondere für Kehlkopferkrankungen und für die seltene Mittelohrtuberkulose.

## Leben

### Herkunft, Ausbildung und Privatleben
Er kam 1882 in der kleinen Ortschaft Raseiniai zur Welt, die damals innerhalb des russischen Kaiserreiches zum Gouvernement Kowno gehörte. Seine Schulausbildung schloss er 1902 in Homel im Gouvernement Mogiljow ab.
Anschließend studierte er Medizin im Deutschen Kaiserreich an der Königlichen Universität zu Breslau und an der Ludwig-Maximilians-Universität München sowie in der Schweiz an der Universität Zürich. In München wurde er 1909 mit der statistisch-analytischen Dissertation Über die Primär- und Dauerresultate der operativen Myombehandlung, für die er 150 Fälle der Münchner Frauenklinik ausgewertet hatte, magna cum laude zum Dr. med. promoviert.
Cemach war verheiratet mit Estra Epstein und das Paar hatte mit Hanns (1917–1994) einen gemeinsamen Sohn.

### Berufliche Karriere
Nach der Promotion zog Cemach nach Wien, wo er den Großteil seines Berufslebens verbringen sollte. Zunächst erhielt er eine Anstellung an der von Norbert Ortner geleiteten III. Medizinischen Universitätsklinik im Allgemeinen Krankenhaus und bald darauf wechselte er an das Kronprinzessin Stephanie-Spital. Ab 1913 arbeitete er in der Abteilung für Ohrenheilkunde der Allgemeinen Poliklinik und begann dort unter Gustav Alexander seine Facharztausbildung. Während des Ersten Weltkrieges diente er in verschiedenen Militärspitälern; anschließend kehrte er an die Poliklinik zurück. Ab 1922 schloss er als Assistent unter Hugo Frey am Mariahilfer Spital seine Facharztausbildung ab und schließlich wurde ihm 1926 an diesem Krankenhaus die Leitung der Lichtstation übertragen.
Im Zuge des erzwungenen Anschlusses Österreichs an das nationalsozialistische Deutsche Reich emigrierte er 1938 vor der rassischen Verfolgung in das Vereinigte Königreich, wo er ebenfalls als Arzt praktizierte. Nach dem Ende des Zweiten Weltkrieges kehrte er 1947 nach Wien zurück. Ab 1948 gehörte er dem Lehrkörper der Universität Wien an und im darauffolgenden Jahr 1949 habilitierte er sich dort im Fach Hals-Nasen-Ohren-Heilkunde und wurde zum Privatdozenten ernannt. Ebenfalls 1949 übernahm er die Leitung der kassenärztlichen ambulatorischen Fachstation in der Strohgasse (Gemeindebezirk Landstraße) und begann eine Tätigkeit als Konsiliararzt an der Lungenheilstätte auf der Baumgartner Höhe (Gemeindebezirk Penzing).
Im Ruhestand zog Cemach wieder zu seiner Familie nach Großbritannien. Er starb im Frühjahr 1958 nach langer, schwerer Krankheit im Alter von 75 Jahren in London.

## Medizin-wissenschaftliches Wirken und Bewertung
Cemachs Hauptarbeitsgebiete waren Kehlkopferkrankungen sowie die Mittelohrtuberkulose. Zu letzterer veröffentlichte er die erste zusammenfassende Monographie, die viele Jahre lang als Standardwerk galt. Im späteren Verlauf seiner beruflichen Tätigkeit lag sein spezielles Interesse auch auf der physikalischen Therapie, über die er wenige Jahre vor seinem Tod noch zwei bedeutende Monographien vorlegte. Zusammen mit Otto Novotny, Ludwig Psenner und Albert von Riccabona hat er durch diese zwei Bücher entscheidend dazu beigetragen, eine Lücke in der Fachliteratur zu schließen. Zählt man alle seine Fachartikel, Kapitel in Sammelwerken, Monographien und Herausgeberschaften zusammen, hat er insgesamt 59 Arbeiten publiziert.
Sein Engagement in der Infrarot-Behandlung hatte auch wirtschaftliche Auswirkungen: So produzierte beispielsweise in den 1920er und 1930er Jahren die in Hanau ansässige Quarzlampen Gesellschaft m. b. H. die sogenannte „Kleine Sollux-Lampe nach Dr. Cemach“. Die tragbare Lampe war für den Gebrauch in der Wohnung der Patienten vorgesehen, verfügte über eine Solluxröhre mit einer Leuchtstärke von 600 Kerzen und besaß austauschbare Einsätze für rotes, blaues und Tageslicht. Einzelne Exemplare der Lampe sind noch heute als medizinhistorische Sammlungsstücke bekannt.
In zwei Nachrufen, die in der Monatsschrift für Ohrenheilkunde und Laryngo-Rhinologie sowie in der Wiener Medizinischen Wochenschrift erschienen, wurde insbesondere an Cemachs „Liebenswürdigkeit“ und „Hilfsbereitschaft“ erinnert. Zudem wiesen die Autoren darauf hin, dass er aufgrund „seiner Arbeiten ein international außerordentlich gut bekannter und angesehener Fachmann“ beziehungsweise aufgrund „seiner profunden Kenntnisse der Mittelohrtuberkulose eine international anerkannte Autorität auf diesem Gebiet“ gewesen sei.

## Publikationen (Auswahl)
Herausgeberschaft
- Grundzüge der physikalischen Therapie von Hals-, Nasen- und Ohrenkrankheiten. Verlag von Wilhelm Maudrich, 1951–1955. In der Reihe: Wiener Beiträge zur Hals-, Nasen- und Ohrenheilkunde, Bände 3–5.

- 1. Teil – Teil: Lichttherapie. 1951, 111 Seiten.
- 2: Teil – Otto Novotny, Ludwig Psenner: Die Die Röntgentherapie in der Oto-Rhino-Laryngologie. 1953, 105 Seiten. In der Reihe: Wiener Beiträge zur Hals-, Nasen- und Ohrenheilkunde.
- 3. Teil – Radium-, Elektro- und Inhalationstherapie in der Hals-, Nasen- und Ohrenheilkunde. 1955, 166 Seiten.

Monographien
- Differential-diagnostische Tabellen der inneren Krankheiten. J. F. Lehmann’s Verlag, 1910.
- Chirurgische Diagnostik in Tabellenform für Studierende und Ärzte. J. F. Lehmann’s Verlag, 1914.
- Das Problem der Mittelohrtuberkulose. Urban & Schwarzenberg, 1926, 224 Seiten.
- Luftwege, Mund und Ohr. Diagnostik in Tabellenform. Verlag von Wilhelm Maudrich, 1936, 128 Seiten.

Beiträge in Sammelwerken
- Der objektive Nachweis organischer Taubheit mittels kochlearer Reflexe. In: Gustav Alexander, Otto Marburg: Handbuch der Neurologie des Ohres. Band 1. Urban & Schwarzenberg, 1924, S. 871.
- Die Tuberkulose des Ohres. In: Gustav Alexander et al.: Die Krankheiten des Gehörorgans. Zweiter Teil: Krankheiten des äußeren, mittleren und inneren Ohres · Otosklerose · Tuberkulose · Syphilis · Tumoren des Ohres (= Handbuch der Hals-, Nasen-, Ohrenheilkunde mit Einschluß der Grenzgebiete, Band 7). Springer-Verlag, 1926, Seiten 590–650.

Fachartikel
- Über die Primär- und Dauerresultate der operativen Myombehandlung. In: Hegars Beiträge zur Geburtshilfe und Gynaekologie. Band 16, 1911, Seiten 390–438.
- Die Behandlung der Otitis media tuberculosa mit Tuberkulomuzin. In: Wiener klinische Wochenschrift. 1916, S. 320–323, 357–361.
- Zur Epidemiologie des Kropfes. In: Wiener klinische Wochenschrift. No. 26, 1917, S. 813.
- Beiträge zur Kenntnis der kochlearen Reflexe. In: Beiträge zur Anatomie, Physiologie, Pathologie und Therapie des Ohres, der Nase und des Halses. Band 14, 1920, Seiten 1–82.
- Die Heliotherapie der Mittelohrtuberkulose. In: Wiener klinische Wochenschrift. Nr. 71, 1921, S. 313–318.
- Zur Phototherapie der Kehlkopftuberkulose. In: Zeitschrift für Hals-, Nasen- und Ohrenheilkunde. Band 10, Teil II, 1924, S. 270–277, 298–302.
- Zur Technik der Quarzlichttherapie der Kehlkopftuberkulose. In: Zeitschrift für Laryngologie, Rhinologie, Otologie und ihre Grenzgebiete. Band 13, 1924/25, S. 276–278.
- Zur Lichtbehandlung der Kehlkopftuberkulose. In: Wiener Medizinische Wochenschrift. Nr. 75, 1925, S. 441–443.
- Endonasale Quarzlichttherapie. In: Monatsschrift für Ohrenheilkunde und Laryngo-Rhinologie. Jahrgang 59, 1925, Hefte 11/12, S. 443–453.
- Die Leistungsfähigkeit der Phototherapie der Kehlkopftuberkulose. In: Zeitschrift für Hals-, Nasen- und Ohrenheilkunde. Band 15, Heft 214, Teil II, 1926, S. 142–157, 190–196.
- Dauerheilung schwerer Kehlkopftuberkulose in 3 Fällen durch kombinierte Lichtbehandlung. In: Monatsschrift für Ohrenheilkunde und Laryngo-Rhinologie. Jahrgang 60, Heft 8, 1926, S. 785.
- Geheilter Pemphigus der Mund- und Rachenschleimhaut. In: Monatsschrift für Ohrenheilkunde und Laryngo-Rhinologie. Jahrgang 60, Heft 10, 1926, S. 984.
- Die Ultraviolett-Therapie in der Oto-Rhino-Laryngologie. In: Strahlentherapie. Band 32, 1929, S. 361–388.
- Elektrotherapie. In: Wiener Beiträge zur Hals-, Nasen- und Ohrenheilkunde. Band 5, 1955, S. 69–131.
- Inhalationstherapie. In: Wiener Beiträge zur Hals-, Nasen- und Ohrenheilkunde. Band 5, 1955, S. 134–144.
- mit Albert Riccabona: Hochfrequenzchirurgie (chirurgische Diathermie). In: Wiener Beiträge zur Hals-, Nasen- und Ohrenheilkunde. Band 5, 1955, S. 147–164.